# Delia agricola
Delia agricola este o specie de muște din genul Delia, familia Anthomyiidae. A fost descrisă pentru prima dată de Robineau-desvoidy în anul 1830.
Este endemică în Franța. Conform Catalogue of Life specia Delia agricola nu are subspecii cunoscute.